# Pasquino da Montepulciano
Pasquino da Montepulciano (Montepulciano, 1425 aprox. - 1485) fue un escultor y arquitecto italiano.

## Biografía
Experto en la elaboración de trabajos con bronce, también conocido como Pasquino di Matteo di Montepulciano, se encuentra inscrito en el gremio de Maestros de Piedra y la Madera en Florencia en 1435. Discípulo de Filarete, fue uno de sus ayudantes más importantes en la realización de la Puerta de Filarate de la basílica de San Pedro de la Ciudad del Vaticano (1445).
En 1447 ejecuta la pila bautismal en la catedral de Empoli. Tres años después con Maso di Bartolomeo realizan el portal de la iglesia de San Domenico en Urbino, completado posteriormente por Michele di Giovanni da Fiesole.
Entre 1460 y 1468 se completó la construcción de la puerta de bronce de la Capilla del Sacro Cingolo para la Catedral de Prato: el trabajo iniciado en 1438 por Maso di Bartolomeo, continuó entre 1447 y 1459 por Antonio di Cola y fue acabada por Pasquino.
Vasari le atribuye la construcción de la tumba del papa Pío II.